# Zisterzienserinnenkloster Santa Lucía (Saragossa)

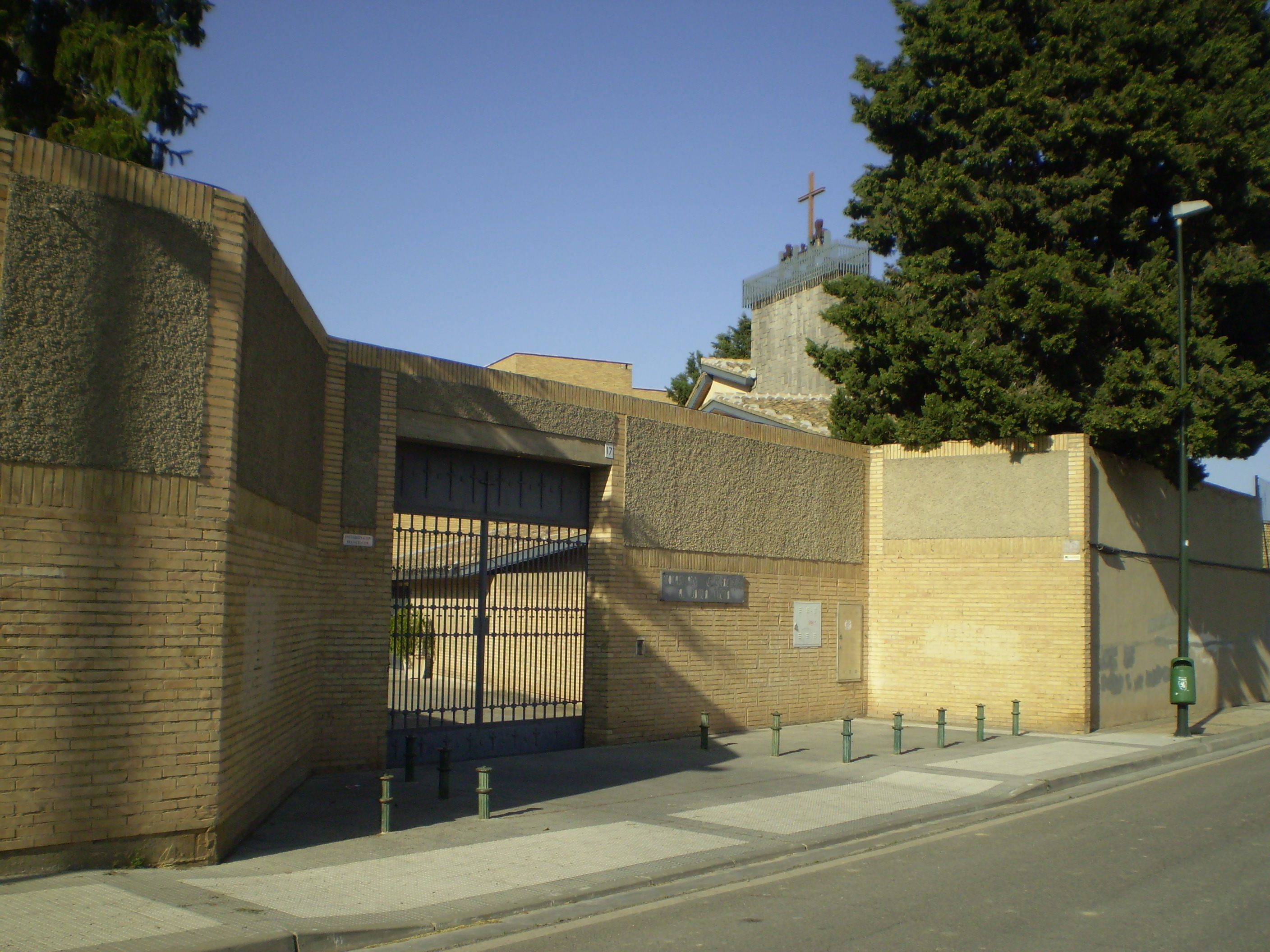
Zisterzienserinnenkloster Santa Lucía (2019)

Das Zisterzienserinnenkloster Santa Lucía ist seit 1588 ein Kloster der Zisterzienserinnen in Saragossa in Spanien.

## Geschichte
Schon Hernando von Aragón (1498–1575), Erzbischof von Saragossa (1539–1575) und ehemaliger Abt des Zisterzienserklosters Veruela (1534–1539), beförderte, entsprechend den Empfehlungen des Konzils von Trient, den Wechsel des Zisterzienserinnenkonventes Cambrón in die Stadt Saragossa. Dazu kam es aber erst endgültig 13 Jahre nach seinem Tod im Jahre 1588. Das Kloster nahm den Namen Santa Lucía la Real (nach einer vorher am Ort befindlichen Einsiedelei) an. Mit dem Krieg Napoleons gegen Spanien begann 1808 für das Kloster eine Leidenszeit, in der die Nonnen mehrfach ihr Kloster verlassen und anderweitig unterkommen mussten (1808 im Kloster Trasobares, 1837–1840 im Kloster Santa Catalina in Saragossa, 1840–1850 im Kloster Santa María de Jerusalén in Saragossa, im Spanischen Bürgerkrieg bis 1940 im Karmel Santa Teresa in Saragossa), aber auch immer wieder zurückkehren konnten. 1967 bezogen sie einen Klosterneubau im südlichen Stadtteil Casablanca von Saragossa (Calle de Maestre Racional 17). Äbtissin ist derzeit Mutter Inmaculada Gay Serena.